# Flaga Litewskiej SRR
Flaga Litewskiej Socjalistycznej Republiki Radzieckiej w opisanej wersji została przyjęta 15 lipca 1953 roku.
Dominującym kolorem flagi była czerwień – główna barwa flagi ZSRR. Kolor ten od czasów Komuny Paryskiej był symbolem ruchu komunistycznego i robotniczego, jako nawiązanie do przelanej przez robotników krwi. Pas czerwieni zajmował 8/12 szerokości flagi. Pod nim znajdował się pas barwy białej, zajmujący 1/12 szerokości, a niżej – barwy zielonej, zajmujący 3/12 flagi.

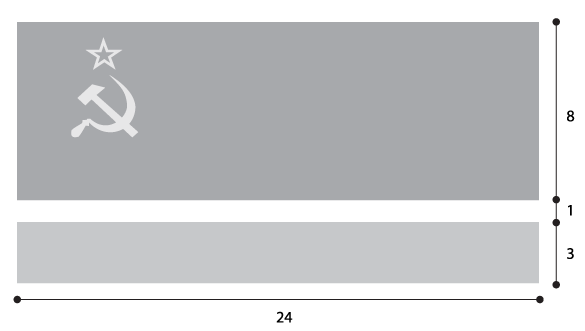
Proporcje flagi

Flaga w lewym górnym rogu zawierała wizerunek złotego sierpa i młota oraz umieszczoną nad nimi czerwoną pięcioramienna gwiazdę w złotym obramowaniu. Sierp i młot symbolizowały sojusz robotniczo-chłopski, a czerwona gwiazda - przyszłe, spodziewane zwycięstwo komunizmu we wszystkich pięciu częściach świata. Ponadto przez takie umieszczenie symboli flaga nawiązywała graficznie do flagi ZSRR.
Proporcje flagi wynosiły 2:1.
Flaga ta, jako radziecki symbol i oznaka zniewolenia była niepopularna w społeczeństwie litewskim i dlatego w czasie manifestacji niepodległościowych posługiwano się historycznym sztandarem państwa litewskiego z lat 1918–1940. Wkrótce po odzyskaniu niepodległości przez Litwę zarzucono socjalistyczny symbol i przywrócono historyczną flagę.

## Pierwotna wersja flagi Litewskiej SRR

Flaga Litewskiej SRR w latach 1940–1953

Pierwotna wersja flagi, obowiązująca od wcielenia Litwy w skład Związku Radzieckiego w 1940 roku różniła się od wersji z 1953. Flaga z tego okresu była jednolicie czerwona, a w lewym górnym rogu, nad skrzyżowanymi sierpem i młotem znajdował się napis z częściowo skróconą nazwą kraju w języku litewskim: Lietuvos TSR (od: Lietuvos Tarybų Socialistinė Respublika – Litewska Socjalistyczna Republika Radziecka).